# Modrásek kozincový
Modrásek kozincový (Glaucopsyche alexis) je druh denního motýla z čeledi modráskovitých (Lycaenidae). Rozpětí jeho křídel je 26 až 36 mm. Samci mají modrá křídla s tmavým lemem, který není ostře ohraničen. Samice jsou hnědé s modrým popraškem od báze křídel. Rub zadních křídel u samců i samic je až do poloviny modrozeleně poprášený. Na rubu předních křídel mají obě pohlaví výrazné černé skvrny, které jsou světle lemované.

## Výskyt

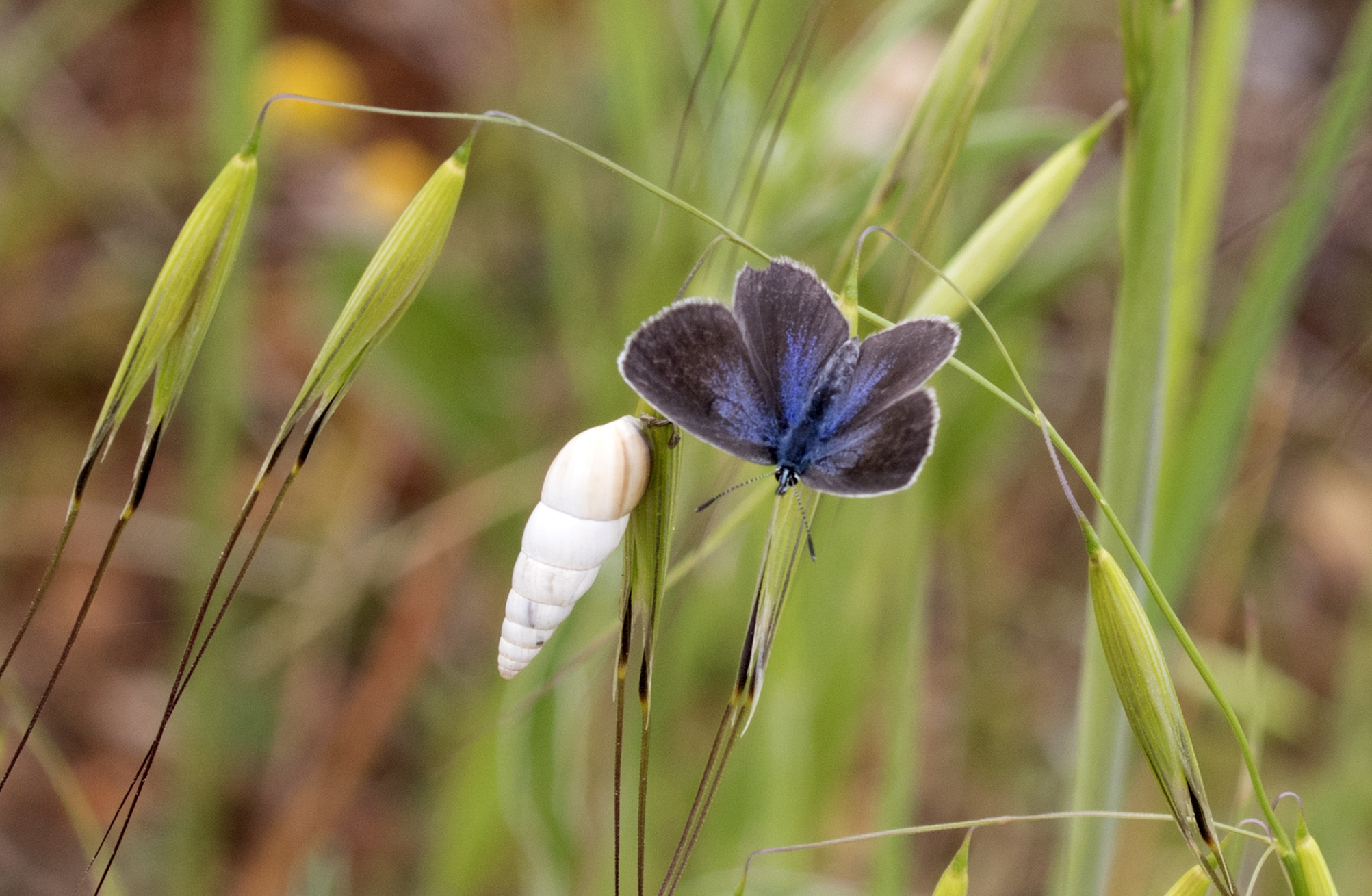
Samice

Motýl je rozšířený od Portugalska a Španělska přes střední a jižní Evropu a mírnou Asii až po jižní Sibiř. Rozšířený je rovněž v jižní Skandinávii a v Turecku. V České republice se v minulosti vyskytoval roztroušeně v teplých oblastech. V současné době se v Čechách vyskytuje pouze v Českém středohoří, v Doupovských horách a v okolí Českého Krumlova. Na jižní a střední Moravě je motýl o něco hojnější. Obývá suché stráně, pastviny, úvozy, náspy a okolí lomů.

## Chování a vývoj
Živnými rostlinami modráska kozincového jsou kozinec sladkolistý (Astragalus glycyphyllos), komonice lékařská (Melilotus officinalis), komonice bílá (Melilotus albus), čičorka pestrá (Securigera varia), kručinka barvířská (Genista tinctoria), vičenec ligrus (Onobrychis viciifolia), vikev ptačí (Vicia cracca) a další druhy rostlin z čeledi bobovitých (Fabaceae). Samice klade vajíčka na korunní lístky a květní poupata. Housenky, které jsou myrmekofilní, se živí květy a nezralými plody. Motýl je jednogenerační (monovoltinní). Dospělce lze zahlédnout od května do července. V teplých oblastech může mít i druhou generaci (červenec až srpen). Přezimuje dorostlá housenka.

## Ochrana a ohrožení
V České republice je tento druh modráska ohrožen. V současnosti jeho početnost klesá na řadě míst vymizel. Motýla ohrožuje především zarůstání vhodných lokalit náletovými křovinami.